# Logan (Virgínia de l'Oest)
Logan és una població dels Estats Units a l'estat de Virgínia de l'Oest. Segons el cens del 2000 tenia 1.630 habitants.

## Demografia
Segons el cens del 2000, Logan tenia 1.630 habitants, 750 habitatges, i 423 famílies. La densitat de població era de 542,5 habitants per km².
Dels 750 habitatges en un 20,9% hi vivien nens de menys de 18 anys, en un 38,3% hi vivien parelles casades, en un 13,2% dones solteres, i en un 43,6% no eren unitats familiars. En el 40,7% dels habitatges hi vivien persones soles el 18,9% de les quals corresponia a persones de 65 anys o més que vivien soles. El nombre mitjà de persones vivint en cada habitatge era de 2,08 i el nombre mitjà de persones que vivien en cada família era de 2,78.
Per edats la població es repartia de la següent manera: un 16,8% tenia menys de 18 anys, un 8,5% entre 18 i 24, un 26,2% entre 25 i 44, un 26,7% de 45 a 60 i un 21,8% 65 anys o més.
L'edat mediana era de 44 anys. Per cada 100 dones de 18 o més anys hi havia 79,1 homes.
La renda mediana per habitatge era de 22.623 $ i la renda mediana per família de 26.354 $. Els homes tenien una renda mediana de 26.350 $ mentre que les dones 19.167 $. La renda per capita de la població era de 15.913 $. Entorn del 18,2% de les famílies i el 20,7% de la població estaven per davall del llindar de pobresa.

## Poblacions més properes
El següent diagrama mostra les poblacions més properes.